# G&L Musical Instruments
G&L é uma empresa americana de fabricação de guitarras fundada por Leo Fender e George Fullerton em 1979. A G&L produz guitarras e baixos com designs baseados em alguns instrumentos clássicos da Fender. O usuário mais notável das guitarras G&L é Jerry Cantrell, vocalista e guitarrista da banda Alice in Chains, que faz uso da marca desde os anos 80, tendo inclusive a sua própria linha de guitarras G&L Tribute Signature lançadas em 2010.

## Usuários notáveis
- Jerry Cantrell (Alice in Chains)[9][10]
- Tom Hamilton (Aerosmith)[11]
- Ben Gibbard[11]
- Elliot Easton[12]
- Marissa Paternoster[13]
- Jake Cinninger[14]

## Modelos

### Guitarra
- G&L ASAT
- G&L Rampage[7]
- G&L Superhawk[8]

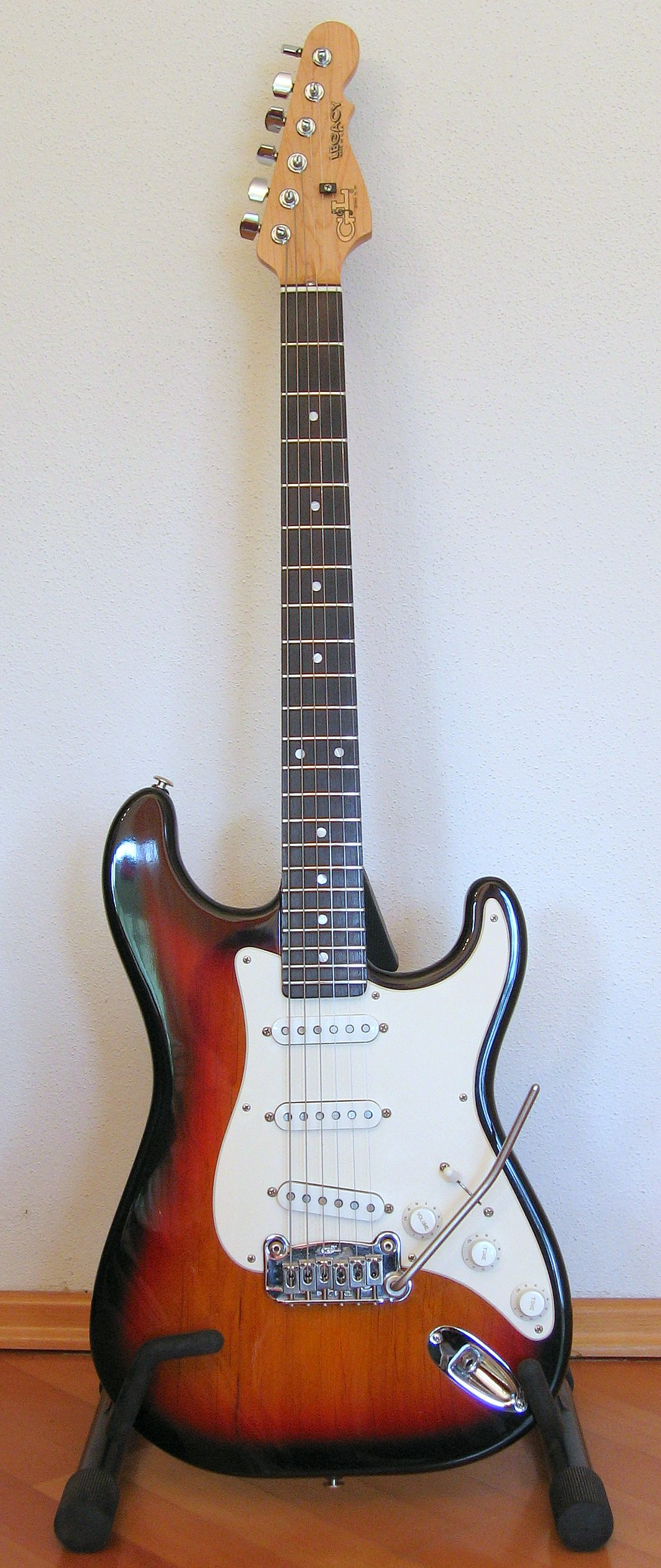
G&L Legacy 1993.

- G&L Jerry Cantrell Tribute Series Rampage[7]
- G&L Jerry Cantrell Tribute Series Superhawk[8]
- G&L ASAT Classic Alnico Launch Edition[6]
- G&L ASAT Classic S Semi Hollow Vintage White[6]
- G&L ASAT Special Clear Orange w/ HSC[6]
- G&L ASAT Z3 Natural Satin w/ HSC[6]
- G&L Bluesboy Bel Air Green w/ HSC[6]
- G&L Fullerton Standard Legacy Emerald Blue Metallic w/ gigbag[6]
- G&L L2500 Cherryburst Ash Body[6]
- G&L Tribute G&L ASAT Classic w/Gigbag[6]
- G&L ASAT Bluesboy  Blue[6]
- G&L ASAT Classic Bluesboy 3 Tone Burst[6]
- G&L ASAT Classic Bluesboy Semi-HLW[6]
- G&L ASAT Classic Butterscotch Blonde[6]
- G&L ASAT Classic S Butterscotch Blonde[6]
- G&L ASAT Classic S Honeyburst[6]
- G&L ASAT Classic-S Sunburst[6]
- G&L ASAT Deluxe Redburst w/HSC[6]
- G&L ASAT Special Black USA[6]
- G&L ASAT Z3 Clear Red w/ HSC[6]
- G&L ASAT Z3 Semihollow[6]
- G&L ASAT Z3 Semi-Hollow[6]
- G&L ASAT Z3 Tobacco Sunburst[6]
- G&L Comanche 3 Tone Sunburst w/ HSC[6]
- G&L Comanche Blueburst[6]
- G&L Comanche DFS 3TSB[6]
- G&L Comanche Emerald Green[6]
- G&L Comanche Semihollow[6]
- G&L L2000 2ToneSB - #8[6]
- G&L L2000 3-Tone Sunburst[6]
- G&L L2000 Fretless[6]
- G&L L2000 Natural Gloss Ebony #8[6]
- G&L L2500 3 Tone Sunburst[6]
- G&L L2500 Black w/ HSC[6]
- G&L Legacy Belair Green[6]
- G&L Legacy Fullerton Red Custom[6]
- G&L Legacy Fullerton Red w/ HSC[6]
- G&L Legacy Sonic Blue[6]
- G&L Legacy Vintage White[6]
- G&L S500 Ruby Red Metallic Matching Headstock w/ HSC[6]
- G&L SC2 Bel Air Green[6]
- G&L Tribute ASAT Classic Black[6]
- G&L Tribute ASAT Classic Semi-hollow[6]
- G&L Tribute ASAT Junior II Irish Ale[6]
- G&L Tribute ASAT Special 3TS[6]
- G&L Tribute ASAT Special Blueburst[6]
- G&L Tribute ASAT Special Tobacco Sunburst[6]
- G&L Tribute Bluesboy Semi-H Clear Orange
- G&L Tribute Comanche White[6]
- G&L Tribute Doheny Jet Black[6]
- G&L Tribute Doheny Lake Placid Blue[6]
- G&L Tribute Doheny Surf Green[6]e="modelos"/>
- G&L Tribute Fallout[6]
- G&L Tribute L2000[6]
- G&L Tribute L2000 Clear Orange[6]
- G&L Tribute L2000 Natural[6]
- G&L Tribute L2500 3Tone Burst[6]
- G&L Tribute L2500 Natural RW FB[6]
- G&L Tribute L2500 Tobacco Burst matching Headstock[6]
- G&L Tribute Legacy[6]
- G&L Tribute Legacy Gloss Black[6]
- G&L Tribute Legacy Natural Ash[6]
- G&L Tribute S-500 W/ Gigbag[6]

### Baixo
- G&L Tribute JB Bass Lake Placid Blue[6]
- G&L ASAT Bass Black[6]
- G&L ASAT Bass Semi-H Custom[6]
- G&L JB Bass Shoreline Gold[6]
- G&L Kiloton Bass 3 Tone Sunburst w/ HSC[6]
- G&L L-2000 Cherryburst Bass[6]
- G&L SB2 Bass Black[6]
- G&L Tribute L2500 Bass Blueburst[6]
- G&L Tribute SB2 Bass[6]
- G&L Tribute SB2 Bass[6]